# Атанасий Каирис
Атанасий Каирис (на гръцки: Αθανάσιος Γ΄ Καϊρης) е гръцки духовник, митрополит на Вселенската патриаршия.

## Биография
Атанасий е роден в село Месария на остров Андрос, тогава в Османската империя и произхожда от знатния род Каирис. Племенник на е на драмския (1817-1824), а по-късно бурсенски (1824-1833) митрополит Никодим. Служи като велик архидякон на Вселенската патриаршия.
Избран е за митрополит на Филипийската, Драмска и Зъхненска епархия през юни 1842 година. При неговото владичестване е построена църквата „Света Богородица“ в Плевня. Митрополит Атанасий нарежда на манастира „Богородица Икосифиниса“ да плаща годишна издръжка на централното гръцко училище в Алистрат, седалището на митрополията от 1825 г.
Умира в Алистрат през януари 1852 година.